# Indian Academy of Sciences

De Indian Academy of Sciences is een wetenschappelijk genootschap op het gebied van de exacte wetenschappen en levenswetenschappen (sciences). De organisatie is opgericht in 1934 en is gevestigd in Bangalore, India. De eerste voorzitter was Sir Chandrasekhara Raman.